# Anton Eduard van Arkel (1909-1996)
Anton Eduard van Arkel (Amersfoort, 15 februari 1909 - Vorden, 24 december 1996) was een Nederlandse burgemeester.

## Leven en werk
Van Arkel werd geboren Amersfoort 15 februari 1909 als zoon van Anton Eduard van Arkel, burgemeester van Hoevelaken (van 1907 tot 1917) en van Gijsbartha Wilhelmina van Klaveren. Zijn vader werd in 1917 burgemeester van Ruurlo in de Achterhoek. Na het voltooien van een middelbare studie staatsinrichting was hij onder meer werkzaam bij de gemeente Weesp. Tijdens de Tweede Wereldoorlog dook hij onder. Daarna trad hij in de voetsporen van zijn vader en werd hij in 1947 benoemd tot burgemeester van een andere toenmalige Achterhoekse gemeente, de gemeente Vorden. In deze gemeente vervulde hij tevens de rol van directeur/voorzitter van de VVV. Van Arkel zette zich persoonlijk in voor de toeristische promotie van deze streek door als gids in de zomermaanden de wekelijkse Achtkastelentocht per fiets te leiden. Hij was tevens fietsconsul bij de ANWB. Door de stichting Fiets! werd hij in 1971 onderscheiden met een gouden speld. In 1967 werd hij benoemd tot ridder in de orde van Oranje-Nassau. Na meer dan vijfentwintig jaar het burgemeesterschap van Vorden te hebben vervuld kreeg hij op 1 maart 1974 eervol ontslag verleend wegens het bereiken van de pensioengerechtigde leeftijd. Hij werd benoemd tot ere-voorzitter van de plaatselijke VVV.
Van Arkel overleed in Vorden 24 december 1996 en werd begraven in Vorden. In deze plaats werd in 2008 het Burgemeester Van Arkelplantsoen naar hem genoemd.